# Cap des Cròdos
El Cap des Cròdos és una muntanya de 2.328 metres que es troba al municipi de Vielha e Mijaran, a la comarca de la Vall d'Aran.